# 152 (liczba)
152 (sto pięćdziesiąt dwa) – liczba naturalna następująca po 151 i poprzedzająca 153.

## W matematyce
- 152 jest liczbą Harshada[1]
- 152 jest sumą czterech kolejnych liczb pierwszych (31 + 37 + 41 + 43)
- 152 nie jest liczbą palindromiczną, czyli liczbą czytana w obu kierunkach, w pozycyjnych systemach liczbowych od bazy 2 do bazy 16
- 152 należy do siedmiu trójek pitagorejskich (114, 152, 190), (152, 285, 323), (152, 345, 377), (152, 714, 730), (152, 1440, 1448), (152, 2886, 2890), (152, 5775, 5777).

## W nauce
- liczba atomowa unpentbium (niezsyntetyzowany pierwiastek chemiczny)
- galaktyka NGC 152
- planetoida (152) Atala
- kometa krótkookresowa 152P/Helin-Lawrence

## W kalendarzu
152. dniem w roku jest 1 czerwca (w latach przestępnych jest to 31 maja). Zobacz też co wydarzyło się w roku 152, oraz w roku 152 p.n.e.